# Città vuota/È inutile/Valentino vale
Città vuota/È inutile/Valentino vale è il 58º singolo di Mina, pubblicato a dicembre del 1963 su vinile a 45 giri dall'etichetta Ri-Fi.

## Storia
Segna il ritorno di Mina in televisione, dopo un anno di ostracismo da parte della RAI per le note vicende familiari, ospite di Mike Bongiorno nella puntata del 10 gennaio 1964 de La fiera dei sogni, durante la quale promuove entrambi i brani di questo disco. Da notare che già il giorno dopo la trasmissione il singolo entra nella classifica dei primi 10.

## Il disco
Denominato tecnicamente 'disco tris', perché contiene tre canzoni, è il primo singolo di Mina con la RiFi, mentre l'artista era ancora sotto contratto con la Italdisc.
Pubblicato una prima volta alla fine 1963, è stato ristampato come singolo normale senza la seconda canzone del lato B Valentino vale e con un nuovo numero di catalogo (RFN NP 16057) a marzo dell'anno successivo, cancellando il titolo dalla copertina Archiviato il 2 aprile 2023 in Internet Archive. dell'edizione precedente. Ricorre quindi due volte nella discografia ufficiale: nel 1963 come 58° 45 giri (disco tris) e a marzo del 1964 come 61° singolo normale.
Di entrambe le edizioni esiste anche la versione per jukebox non venduta al pubblico.
Arrangiamenti, orchestra e direzione orchestrale di Piero Gosio.

## Successo e classifiche
Il singolo contiene Città vuota, uno dei successi più popolari nella carriera della cantante.
| Classifica 1964         | Posizione | Settimane |
| ----------------------- | --------- | --------- |
| 11 gennaio              | 9         | 1         |
| 18 gennaio              | 5         | 1         |
| 25 gennaio - 1 febbraio | 3         | 2         |
| 8 - 15 febbraio         | 9         | 2         |
| 22 febbraio             | 7         | 1         |
| 29 febbraio             | 6         | 1         |
| 7 - 14 marzo            | 5         | 2         |
| 21 marzo                | 4         | 1         |

| Data                | Posizione | Settimane |
| ------------------- | --------- | --------- |
| 28 marzo - 4 aprile | 5         | 2         |
| 11 aprile           | 3         | 1         |
| 18 aprile           | 5         | 1         |
| 25 aprile           | 4         | 1         |
| 2 - 9 maggio        | 5         | 2         |
| 16 - 23 - 30 maggio | 3         | 3         |
| 6 giugno            | 5         | 1         |
| 13 giugno           | 12        | 1         |
| 20 giugno           | 9         | 1         |

Entra direttamente al 9º posto per rimanere in classifica tra le prime 10 per oltre 6 mesi, di cui 6 settimane al terzo posto e per oltre 3 mesi (14 settimane dal 7 marzo al 6 giugno) nelle prime 5.
Alla fine del 1964 sarà il nono 45 giri più venduto durante quell'anno.
Insieme a È l'uomo per me, che nello stesso periodo raggiunge il primo posto nella classifica settimanale, farà salire durante il 1965 le vendite annuali dell'album Studio uno, in cui entrambi i brani sono inseriti, fino al vertice di quella graduatoria.

## Città vuota
È la versione italiana di It's a Lonely Town, successo internazionale di Gene McDaniels. Farà parte dell'album Studio Uno pubblicato da Mina nel 1965.

### Musica e testo
Diventata ormai una delle canzoni-simbolo dell'Italia anni sessanta, nonché un classico del repertorio dell'artista, questa cover sembra studiata per esaltare le caratteristiche peculiari della voce di Mina, la melodia si alza progressivamente verso toni sempre più acuti raggiungendo il culmine nell'inciso, con un arrangiamento semplice che segue un percorso armonico standard altrimenti fin troppo lineare.
Nel suo testo in italiano Giuseppe Cassia si discosta da un'asettica traduzione dell'originale, suggerendo un'atmosfera cromatica più triste e struggente ma nel contempo calda e coinvolgente, che ben si adatta alla musica del brano.

### Video
La prima presentazione del brano in televisione avviene al Gala TV per il decennale 1964, puntata unica andata in onda il 3 gennaio per commemorare i 10 anni dalla data di inizio ufficiale delle trasmissioni Rai. La registrazione della partecipazione di Mina all'evento è disponibile sul DVD Gli Anni Rai 1962-1965 Vol. 9, inserito in un cofanetto monografico di 10 volumi pubblicato da Rai Trade e GSU nel 2008.
Una registrazione dal vivo del brano intero (durata 2:34) per la 9ª puntata della trasmissione Studio Uno del 10 aprile 1965 è presente in Gli anni Rai 1965-1966 Vol. 8.
Infine un frammento (durata 0:40) tratto da un medley per la 3ª puntata di Senza rete dell'11 luglio 1968 si trova in Gli anni Rai 1967-1968 Vol. 5.
In seguito sarà filmato anche un video per i caroselli pubblicitari della pasta Barilla.

### Edizioni spagnole

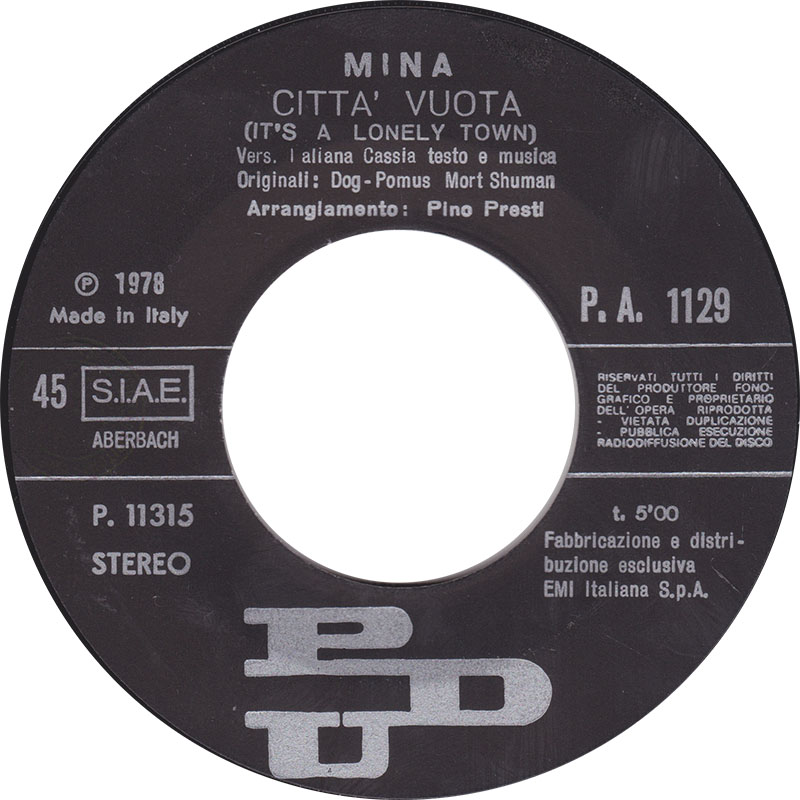
Etichetta del remake 1978

Nel 1964, la cantante incide la versione in spagnolo, intitolata Ciudad solitaria con il testo di Augusto 'C. Mapel' Algueró, per l'EP El crossfire (Belter 51.374), che verrà inserita nella raccolta Mina latina (1998).

La versione in italiano è stata pubblicata in Spagna nel 1964 sull'EP Città vuota (Belter 51.405).

### Versione "Disco" (1978)
Nel 1978 Mina ne realizza un remake in stile "disco", ideato e arrangiato da Pino Presti con l'inserimento di virtuosismi jazzistici, che abbinato a Ancora ancora ancora, diventa uno dei singoli di maggior successo dell'estate di quell'anno, raggiungendo ad agosto il 5º posto nella classifica delle vendite settimanali. Nel 1998 questa edizione viene inserita nella raccolta su CD Mina Studio Collection.

La cantante eseguì questa versione in occasione dei suoi concerti alla Bussoladomani, includendola nel suo ultimo album di registrazioni dal vivo Mina Live '78.

### Cover
| Anno | Artista        | Album / Note |
| ---- | -------------- | --- |
| 1964 | Nancy Cuomo    | Singolo il cui lato B è la cover di È inutile (KappaO (catalogo K-10.009). |
| 1964 | Graziella Caly | Singolo con il complesso de "Gli Enigmisti" (Nuova Enigmistica Tascabile, N. 493). |
| 1975 | Rita Pavone    | Album Rita per tutti (RCA Italiana, TPL1 1164). |
| 1995 | Fausto Leali   | Compilation Mina contro Battisti - Le canzoni della nostra vita (RTI Music, RTI 0214-2) dal programma televisivo Mina contro Battisti. |
| 2004 | Fiorello       | Album A modo mio e un video in stile anni '50. |
| 2012 | Dolce&Gabbana  | I due stilisti scelgono la versione originale del 1963 come colonna sonora di uno spot pubblicitario per una linea di profumi. Il cortometraggio girato ad Erice e sulla spiaggia della riserva naturale dello Zingaro dal fotografo Mario Testino vede protagonisti l'attrice Laetitia Casta ed il modello Noah Mills. |
| 2021 | Disney Pixar   | Sceglie ancora la versione del 1963 per i titoli di coda del film Luca. |

## È inutile
Mai pubblicata su album ufficiali, è presente in svariate raccolte:
- 1964 – Un buco nella sabbia (Fontana Records SFON-7040) pubblicata in Giappone
- 1965 – La maravillosa Mina (Ronde RLP-38080) pubblicata in Venezuela
- 1986 – Un anno d'amore (CGD 35 LSM 1087)
- 1987 – Brava! (RCA Records ND 71446) pubblicata in Germania
- 1990 – Brava! ristampa (RCA Linea Tre ND 71446) pubblicata in Germania
- 1993 – Una voce un cuore (Selezione dal Reader's Digest RDIC 249)
- 1994 – E se domani... (Discomagic Records CD/DRIVE 570)
- 1994 – L'unica (Fremus CDFR 0552)
- 1996 – Sono come tu mi vuoi (Replay Music Special RSCD 8008)
- 1997 – Fantastica... (Joker MC 22142)
- 1997 – L'immensità (SAAR Records LP 22142)
- 1998 – Cartoline (Replay Music RMCD 4183)
- 1999 – Illumination (Elleu Multimedia CD 0005)
- 2000 – Mina (Warner Fonit 8573 84787-2)
- 2002 – Una storia. Il mito (MBO 300225 2)
- 2003 – Volume 2 - È l'uomo per me (The Intense Music 221765-205) pubblicata in Germania
- 2005 – Strepitosa (Sound Music International SMI 606 DDD)
- 2007 – Fantastica / La mia storia (SAAR Records 2590 CDB)
- 2008 – Mina (Rhino Records 5051442-8874-5-7)
- 2012 – E se domani (Sound Music International SMI 606 DDD)[18]

### Versioni Internazionali di Mina
- Nel 1964 in tedesco, titolo Die größte Schau, testo di Fini Busch, per un singolo e per la raccolta dei brani di maggior successo in Germania: Heißer Sand LP del 1987 (Polydor BFX 15226) e Heisser Sand CD del 1996.
- In spagnolo col titolo Es inútil, nelle raccolte Mina (Fermata LF 59, 1965) e Mina y sus éxitos (Philips 82117 PL, 1966), pubblicate entrambe in Argentina.

## Valentino vale
Mai inserito in album ufficiali, è difficilmente reperibile anche nelle raccolte. È tuttavia presente in:
- 1986 – Un anno d'amore (CGD 35 LSM 1087)
- 1994 – E se domani... (Discomagic Records CD/DRIVE 570)
- 1997 – Fantastica... (Joker MC 22142)
- 2005 – Strepitosa (Sound Music International SMI 606 DDD)
- 2012 – E se domani (Sound Music International SMI 606 DDD)[18]

All'estero nell'Ep prodotto in Spagna nel 1964 Città vuota (Belter 51.405).

## Tracce
Catalogo RiFi RFN NP 16038 e (senza la seconda traccia del lato B) 16057.
Lato A
1. Città vuota (It's a Lonely Town) – 2:34 (testo: Giuseppe Cassia – musica: Doc Pomus, Mort Shuman; edizioni musicali Aberbach / BMG Ricordi)

Lato B
1. È inutile – 1:56 (testo: Gian Pieretti – musica: Ricky Gianco; edizioni musicali D.R. / Leonardi)
2. Valentino vale – 2:11 (testo: Vito Pallavicini – musica: Vittorio Buffoli; edizioni musicali D.R. / Leonardi)